# Elisa Di Francisca

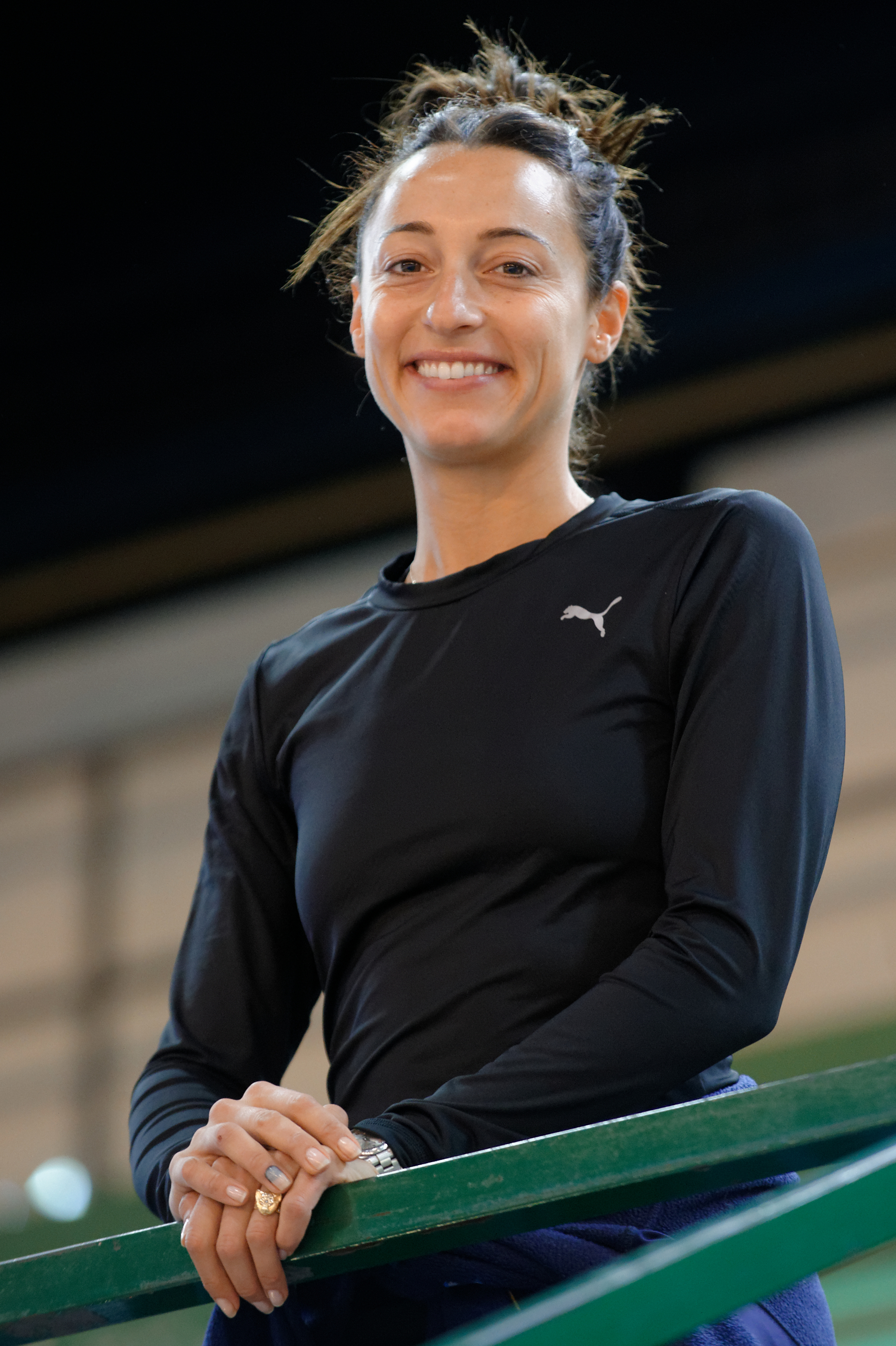
Elisa Di Francisca 2014

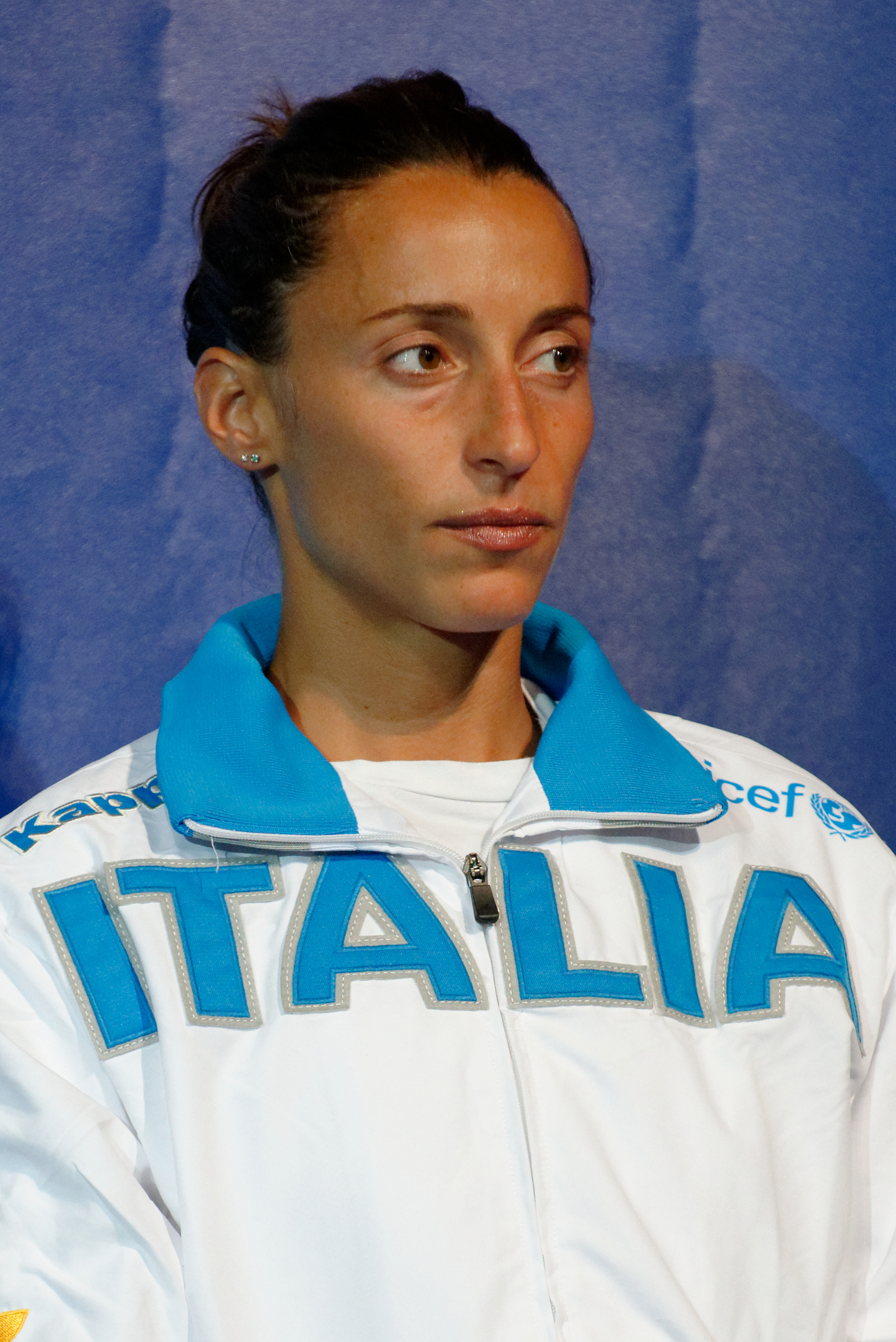
Bei den Fechtweltmeisterschaften 2013 in Budapest

Elisa Di Francisca (* 13. Dezember 1982 in Jesi) ist eine italienische Florettfechterin.
Sie gewann bei den Olympischen Spielen 2012 in London den Titel im Einzel und mit der Mannschaft. Zudem ist sie mehrfache Weltmeisterin (2004, 2009, 2013, 2014 und 2015 mit der Mannschaft sowie 2010 im Einzel und mit der Mannschaft) und Europameisterin (2005, 2009, 2010 und 2012 mit der Mannschaft, 2019 im Einzel sowie 2011, 2013, 2014 und 2015 sowohl im Einzel als auch mit der Mannschaft) in ihrer Sportart.

## Auszeichnungen
- Italiens Sportlerin des Jahres (La Gazzetta dello Sport): 2012 sowie „Weltmannschaft des Jahres“ (gemeinsam mit Arianna Errigo, Ilaria Salvatori und Valentina Vezzali)